# Дэндридж, Мерл
Мерл Дэндридж (англ. Merle Dandridge, род. 31 мая 1975) — американская актриса и певица.
Дэндридж родилась в Окинаве, Япония, в семье афро-американского военнослужащего из Мемфиса, и местной женщины. Она окончила Университет Рузвельта в Чикаго, а затем отправилась в Нью-Йорк, где начала выступать на офф-бродвейской сцене. Затем она также выступала в бродвейских мюзиклах «Иисус Христос — суперзвезда», «Спамалот» и «Аренда». Также озвучивала Аликс Вэнс в компьютерных играх Half-Life 2, Half-Life 2: Episode One и Half-Life 2: Episode Two и Марлин в The Last of Us.
В 2000-х годах Дэндридж начала появляться на телевидении, в эпизодах сериалов «Морская полиция: Спецотдел», «Третья смена», «24 часа», «Мыслить как преступник», Менталист (телесериал) «Новости» и «До смерти красива». В 2011—2012 годах у неё была второстепенная роль в сериале FX «Сыны анархии», а в 2014 году — в сериале The CW «Несчастные». В 2015 году она снялась во втором сезоне медицинской драмы NBC «Ночная смена». Позже в 2015 году Дэнбридж получила одну из главных ролей в сериале Oprah Winfrey Network «Гринлиф» с Линн Уитфилд.